# H (letter)

Een aantal voorbeelden van de letter H

De letter H is de achtste letter van het moderne Latijnse alfabet. De Semitische letter ח (Ħêt) (IPA [ħ]) stelde waarschijnlijk een hek voor. In het Oudgriekse alfabet stond H voor /h/, maar later gaf Η of η (èta) de /ɛ:/ weer. In modern Grieks viel deze klank samen met /i/. In het Etruskisch en Latijn werd de klank /h/ bewaard.
In het internationale spellingsalfabet wordt de H weergegeven door middel van het woord Hotel. In het Nederlands telefoonalfabet wordt de H weergegeven door middel van de naam Hendrik.
| O42 |

| O42 |